# Parallel universe
『parallel universe』（パラレル・ユニバース）は、GARNET CROWの8作目のアルバム。2010年12月8日にGIZA studioから発売された。

## 解説
2010年12月8日に発売。作詞はAZUKI七、作曲は中村由利、編曲は古井弘人（「空に花火 〜orchestra session〜」は、オーケストラアレンジ・藤原いくろう、オーケストラ奏者・東京シティ・フィルハーモニック管弦楽団）。
2010年発売のアルバムでは、『All Lovers』から4カ月ぶり、3作目、オリジナルアルバムでは『STAY 〜夜明けのSoul〜』から1年3ヶ月振りとなるアルバム。初回限定盤（CD＋DVD）と通常盤（CDのみ）の2形態で、ジャケットなどアートワークが異なる。また、アルバムでは初めてCDの収録曲が異なる（通常盤のみボーナストラックを追加収録）。
CDには、本作では唯一のシングル曲「Over Drive」、同年に発売された2作のベストアルバム（コンセプトアルバム）に収録された新曲「As the Dew」「空に花火」のリアレンジバージョンに、新曲7曲を加えた全10曲を収録。
各形態の特典として、初回限定盤には、同年8月26日に、藤原いくろうプロデュース、東京シティ・フィルハーモニック管弦楽団との共演で行われたスペシャルライブ「GARNET CROW Symphonic Concert 2010 ～All Lovers～」より3曲を収録したDVDが、通常盤には、ボーナストラックとして、「Over Drive ～theater version～」を追加収録。なお、アルバムにボーナストラックが収録されるのは、2002年発売の2ndアルバム『SPARKLE 〜筋書き通りのスカイブルー〜』以来である。
本作の発売は、同年8月に発表され、10月にタイトルと発売日が発表された。また、12月には本作を引っ提げて、2010年2度目となるライブツアーと昨年に続き2回目となるカウントダウンライブが実施される。
本作と同日には、ギターの岡本仁志がSUPER LIGHT名義にて、6年ぶりとなるソロアルバム「Now Printing...」を発売。本作との同時購入者には、先着特典として、クリアファイルがプレゼントされた。

## 収録曲
1. アオゾラ カナタ
2. As the Dew 〜album version〜
ベストアルバム『THE BEST History of GARNET CROW at the crest...』収録曲のアルバムバージョン。
読売テレビ・日本テレビ系アニメ「名探偵コナン」オープニングテーマ。
3. Over Drive
31stシングル。全国東宝系公開劇場版アニメ「名探偵コナン 天空の難破船」主題歌。
4. tell me something
テレビ金沢情報番組「となりのテレ金ちゃん」エンディングテーマ。
5. 迷いの森
6. 空に花火 〜orchestra session〜
コンセプトアルバム『All Lovers』収録曲のオーケストラバージョン。「GARNET CROW Symphonic Concert 2010 〜All Lovers〜」にて披露された。
7. 渚とシークレットデイズ
8. The Crack-up
9. strangers
10. 今日と明日と
11. Over Drive 〜theater version〜
通常盤のみ収録のボーナストラック。「名探偵コナン 天空の難破船」エンディングで使用されたバージョン。

## 収録内容

### Disc1 / CD
| 全作詞: AZUKI七、全作曲: 中村由利、全編曲: 古井弘人。 |                                                                      |         |            |      |
| #                                                     | タイトル                                                             | 作詞    | 作曲・編曲 | 時間 |
| 1.                                                    | 「アオゾラ カナタ」                                                  | AZUKI七 | 中村由利   | 5:20 |
| 2.                                                    | 「As the Dew 〜album version〜」                                     | AZUKI七 | 中村由利   | 4:29 |
| 3.                                                    | 「Over Drive」                                                       | AZUKI七 | 中村由利   | 4:22 |
| 4.                                                    | 「tell me something」                                                | AZUKI七 | 中村由利   | 4:59 |
| 5.                                                    | 「迷いの森」                                                         | AZUKI七 | 中村由利   | 4:03 |
| 6.                                                    | 「空に花火 〜orchestra session〜」                                   | AZUKI七 | 中村由利   | 4:35 |
| 7.                                                    | 「渚とシークレットデイズ」                                           | AZUKI七 | 中村由利   | 4:24 |
| 8.                                                    | 「The Crack-up」                                                     | AZUKI七 | 中村由利   | 5:09 |
| 9.                                                    | 「strangers」                                                        | AZUKI七 | 中村由利   | 4:39 |
| 10.                                                   | 「今日と明日と」                                                     | AZUKI七 | 中村由利   | 3:47 |
| 11.                                                   | 「Over Drive 〜theater version〜」(通常盤のみ収録のボーナストラック) | AZUKI七 | 中村由利   | 3:58 |
| 合計時間:                                             | 合計時間:                                                            | 49:45   |            |      |

### Disc2 / DVD（初回限定盤のみ）
| #  | タイトル                                                                  | 作詞 | 作曲・編曲 |
| -- | ------------------------------------------------------------------------- | ---- | ---------- |
| 1. | 「水のない晴れた海へ」(GARNET CROW Symphonic Concert 2010 〜All Lovers〜) |      |            |
| 2. | 「Over Drive」(GARNET CROW Symphonic Concert 2010 〜All Lovers〜)         |      |            |
| 3. | 「空に花火」(GARNET CROW Symphonic Concert 2010 〜All Lovers〜)           |      |            |